# Spathius canariensis
Spathius canariensis är en stekelart som beskrevs av Karl-Johan Hedqvist 1976. Spathius canariensis ingår i släktet Spathius och familjen bracksteklar. Inga underarter finns listade i Catalogue of Life.